# Judy Holliday
Pour les articles homonymes, voir Holliday.
Judy Holliday (née Judith Tuvim) est une actrice américaine, née le 21 juin 1921 et morte le 7 juin 1965 à New York.

## Biographie
Judy Holliday commence sa carrière dans un spectacle de night-club, afin de figurer dans des comédies musicales à Broadway. En 1946, elle connaît le succès avec son rôle de Billie Dawn dans la pièce Comment l'esprit vient aux femmes, ce qui l'amène à interpréter le rôle principal de l'adaptation cinématographique réalisée par George Cukor en 1950; une performance pour laquelle elle obtient l'Oscar de la meilleure actrice. Après quelques apparitions dans des films durant les années 1950, elle reprend son rôle d'Ella Peterson dans l'adaptation de la comédie musicale Un numéro du tonnerre en 1960.
En 1952, dans le cadre de la chasse aux sorcières, Judy Holliday est contrainte de prouver qu'elle n'est pas membre du Parti communiste. Si elle ne fut pas blacklistée au cinéma, elle le fut à la radio et à la télévision pendant presque trois ans.
Elle meurt le 7 juin 1965 d'un cancer du sein. Elle possède son étoile sur le Hollywood Walk of Fame au 6901, Hollywood Boulevard.

## Filmographie

### Cinéma
- 1944 : Greenwich Village : non créditée
- 1944 : Something for the boys de Lewis Seiler : non créditée
- 1944 : La Victoire des ailes (Winged Victory) de George Cukor : Ruth Miller
- 1949 : Un jour à New York (On the Town) : voix (non créditée)
- 1949 : Madame porte la culotte (Adam's Rib) de George Cukor : Doris Attinger
- 1950 : Comment l'esprit vient aux femmes (Born Yesterday) de George Cukor : Billie Dawn
- 1952 : Je retourne chez maman (The Marrying Kind) de George Cukor : Florrie Keefer
- 1953 : Une femme qui s'affiche (It should happen to you) de George Cukor : Gladys Glover
- 1954 : Phffft! de Mark Robson : Nina Tracey née Chapman
- 1956 : Une Cadillac en or massif (The Solid Gold Cadillac) de Richard Quine : Laura Partridge
- 1956 : Pleine de vie (Full of Life) de Richard Quine : Emily Rocco
- 1960 : Un numéro du tonnerre (Bells Are Ringing) de Vincente Minnelli : Ella Peterson

## Récompenses
- 1951 : Oscar de la meilleure actrice pour Comment l'esprit vient aux femmes[1] ;
- 1951 : Golden Globe de la meilleure actrice dans un film musical ou une comédie pour Comment l'esprit vient aux femmes.